# Adaptogén
Az adaptogén hatás lényege a pszichés vagy fizikai stresszel szembeni ellenállóképesség nem-specifikus fokozása. Az adaptogének különféle természetes anyagok, amelyek részben a mellékvesére gyakorolt hatásuk révén, módosítják a test reakcióit a különféle stresszhatásokkal szemben, növelik a stresszel szembeni ellenállást, általában nincsenek nemkívánatos mellékhatásaik, toxikus hatásaik. 
Az emberi test külső és belső körülményi változnak. A változásokhoz való alkalmazkodó képességünk (idegen szóval: adaptálódásunk) lehetséges az adaptogén gyógynövények segítségével. Innen származik az elnevezés (görög ADAPTO "beállítani", és GEN "termelő"). Az adaptogén hatás igen komplex, ilyen bioaktivitással jellemzően csak a több hatóanyagot tartalmazó gyógynövények rendelkeznek, a szintetikus vegyületek között nem ismert adaptogén hatású.
Az adaptogén növényeknek kiegyensúlyozó hatása van a szervezet életfunkcióira, függetlenül attól, hogy ez a funkció milyen irányban mozdult el korábban, hatnak egyes belső elválasztású mirigyek valamint az immunrendszer működésére. Stimuláló és egyes szervek működését mérséklő hatással egyaránt rendelkezhetnek. Bár alapvetően biztonságosan alkalmazható növények, a hormonrendszeri hatások miatt egy részüket, pl. a ginzenget tartósan alkalmazni nem javallt, célszerűbb a kúraszerű alkalmazás.
Példa: adaptogén gyógynövények: ginzeng, aranygyökér.

## Fordítás
- Ez a szócikk részben vagy egészben  az   Adaptogen című angol Wikipédia-szócikk fordításán alapul.  Az eredeti cikk szerkesztőit annak laptörténete sorolja fel. Ez a jelzés csupán a megfogalmazás eredetét és a szerzői jogokat jelzi, nem szolgál a cikkben szereplő információk forrásmegjelöléseként.